# 吴润忠
吴润忠（1937年—），吉林伊通人，中国人民解放军将领、中国人民解放军中将。 
曾入解放军军事学院学习。曾任副排长、排长，连副指导员、指导员，营副教导员、教导员。1976年1月任炮兵团政治处主任，5月任炮兵团副政治委员。1979年2月任炮兵团政治委员。1981年1月任集团军副政治委员。1990年6月任中国人民解放军陆军第三十八集团军政治委员。1993年12月任成都军区副政治委员。
1958年参加中国人民解放军，1960年7月加入中国共产党，1988年9月被授予少将军衔，1995年授予中国人民解放军中将。 